# Бождаревац
Бождаревац (на сръбски: Бождаревац) е село в община Бараево, Белградски окръг, Сърбия.

## География
Разположен е в централната част на общината, югозападно от село Бараево и североизточно от село Велики Борак. Край селото Бачката река се влива в Бараевската.

## Население
Населението на Бождаревац възлиза на 1219 жители (2011 г.).
Етнически състав (2002)
- сърби – 1192 жители (97,86%)
- черногорци – 13 жители (1,06%)
- югославяни – 5 жители (0,41%)
- други – 3 жители (0,24%)
- недекларирали – 4 жители (0,32%)